# Hound Dog Taylor and the HouseRockers
Hound Dog Taylor and the HouseRockers — дебютний студійний альбом американського блюзового музиканта Гаунд-Дога Тейлора, випущений в 1971 році лейблом Alligator. У 1996 році альбом включений до Зали слави блюзу.
Альбом став першим записом на лейблі Alligator, вийшовши на LP; 1990 року перевиданий на CD.

## Історія
Hound Dog Taylor and the HouseRockers став не тільки першим альбомом гурту, а й найпершою платівкою в історії лейблу Alligator, заснованому Брюсом Іглауером для випуску записів Гаунд-Дога Тейлора, після того як йому не вдалося переконати власника Delmark Боба Кестера підписати контракт з музикантом.
У роботі над альбомом взяли участь три музиканти: Гаунд-Дог Тейлор — вокал та слайд-гітара; Брюер Філліпс — друга гітара; та Тед Харві — ударні. Під час соло, обидва гітаристи акомпанували один одному.
У перший рік було продано понад 9000 тисяч копій платівки — найбільшою кількістю для незалежного лейблу — а в 1998 ця цифра сягнула вже 100 000 тисяч екземплярів. У той час, коли записувався альбом, Тейлор грав по клубам і тавернам Чикаго — і тільки після успіху платівки, він вирушив у своє перше турне по країні, а згодом і по Австралії та Новій Зеландії. На думку багатьох музичних критиків, Hound Dog Taylor and the Houserockers вважається одним з найкращих слайд-гітарних альбомів усіх часів.
Деякі пісні з цієї сесії, що не увійшли до альбому Hound Dog Taylor and the HouseRockers вийшли під назвою Genuine Houserocking Music після смерті Тейлора.

## Список композицій
1. «She's Gone» (Гаунд-Дог Тейлор) — 3:46
2. «Walking the Ceiling» (Гаунд-Дог Тейлор) — 3:12
3. «Held My Baby Last Night» (Елмор Джеймс) — 4:14
4. «Taylor's Rock» (Гаунд-Дог Тейлор) — 3:50
5. «It's Alright» (Гаунд-Дог Тейлор) — 3:10
6. «Phillips' Theme» (Гаунд-Дог Тейлор) — 4:27
7. «Wild About You, Baby» (Елмор Джеймс) — 3:35
8. «I Just Can't Make It» (Гаунд-Дог Тейлор) — 3:15
9. «It Hurts Me Too» (Елмор Джеймс) — 3:47
10. «44 Blues» (Гаунд-Дог Тейлор) — 2:52
11. «Give Me Back My Wig» (Гаунд-Дог Тейлор) — 3:31
12. «55th Street Boogie» (Гаунд-Дог Тейлор) — 2:59

## Учасники запису
- Теодор Рузвельт «Гаунд-Дог» Тейлор — вокал, електрична гітара
- Брюер Філліпс — електрична гітара
- Тед Гарві — ударні

Технічний персонал
- Брюс Іглауер — продюсер
- Веслі Рейс — продюсер
- Стю Блек — інженер звукозапису
- Пітер Емфт — дизайн обкладинки, фотограф
- Майкл Троссман — дизайн обкладинки